# میرآباد (هلمند)
میرآباد (به لاتین: Mirabad) یک منطقهٔ مسکونی در افغانستان است که در ولسوالی ریگ خان‌نشین واقع شده‌است. میرآباد ۶۲۴ متر بالاتر از سطح دریا واقع شده‌است.